# Ulice i place osiedla Grunwaldzkiego w Olsztynie
Ulice i place na osiedlu Grunwaldzkim w Olsztynie.
Nazwy ulic przed 1945 są w języku niemieckim.

## I Dywizji Wojska Polskiego
Do roku 1945 nazwa ulicy brzmiała Hermann-Balk-Straße (ulica Hermana von Balka – Herman von Balk wielki mistrz krzyżacki). Ulica znajduje się na zachodzie osiedla Grunwaldzkiego. Wybudowano ją w latach 30. XX wieku. Łączy ulicę Szarych Szeregów i prowadzi do Cmentarza Wojskowego przy Kortówce. Przy ulicy znajdują się w większości domy mieszkalne.
Nazwę ulica zawdzięcza I Dywizji Pancernej, wielkiej jednostce pancernej Polskich Sił Zbrojnych na Zachodzie w czasie II wojny światowej.

## Armii Krajowej
Dawna ulica Kozłowskiego. Znajduje na południu osiedla Grunwaldzkiego. Ulica jest częścią obwodnicy śródmiejskiej i łączy skrzyżowanie alei Roberta Schumana i ulicy Sielskiej ze skrzyżowaniem alei Warszawskiej i ulicy Obrońców Tobruku.

## Bażyńskiego Jana
Do roku 1945 nazwa ulicy brzmiała Boelcke-Straße (ulica Boelckego – Oswald Boelcke niemiecki lotnik biorący udział w I wojnie światowej). Ulica znajduje się na południu osiedla Grunwaldzkiego. Wybudowano ją w latach 30. XX wieku. Łączy ul. Jagiellończyka z ulicą Armii Krajowej. Przy ulicy znajdują się w większości domy mieszkalne.
Nazwę ulica zawdzięcza Janowi Bażyńskiemu, gubernatorowi, szlachcicowi pruskiemu, przywódcy opozycji antykrzyżackiej.

## Grunwaldzka
Ulica znajduje się na północy osiedla Grunwaldzkiego. Łączy skrzyżowanie aleję Warszawską (część ślepą), ulicę Prostą i ulicę Mochnackiego ze skrzyżowaniem ulic Konopnickiej i Szarych Szeregów, nieopodal ronda z aleją Roberta Schumana i ulicami Bałtycką i Artyleryjską. Do lat 60. XX wieku, ulicą jeździły tramwaje linii nr 1.
Ulica do wczesnych lat 40. XX wieku, była zamieszkiwana przez mniejszość żydowską, wraz z kirkutem (Cmentarz żydowski) oraz z Synagogą główną w Olsztynie.

## Jagiellończyka Kazimierza
Do roku 1945 nazwa ulicy brzmiała Richthofenstrasse, wcześniej Osteroder-Landstrasse (Szosa Ostródzka), z powodu kierunku ulicy na Ostródę. Ulica ciągnie się od wschodu na zachód osiedla Grunwaldzkiego. Kiedyś odgrywała rolę połączenia Śródmieścia i Dajtek, przed wybudowaniem ulicy Kozłowskiego, dzisiejszej ulicy Armii Krajowej. Ulica łączy skrzyżowanie alei Warszawskiej, ulicy Śliwy, ulicy Barczewskiego i ulicy Polnej z ulicą Armii Krajowej, gdzie dalej ulica jest ślepa. Nieopodal skrzyżowania ulicy z ulicą Armii Krajowej, znajduje się most nad Kortówką. Przy ulicy znajdują się w większości domy mieszkalne.
Nazwę ulica zawdzięcza Kazimierzowi IV Jagiellończykowi, królowi polskiemu w latach 1447–1492.

## Jagiełły Władysława
Ulica znajduje się na północnym zachodzie osiedla Grunwaldzkiego. Ulica łączy skrzyżowanie ulicy Grunwaldzką i ulicy Zyndrama z Maszkowic z ulicą Konopnickiej naprzeciwko Dw. Zachodniego. Przy narożniku ulicy z ulicą Grunwaldzką znajduje się Kaplica Krzyża Świętego, zwana również Kaplicą Jerozolimską.
Nazwę ulica zawdzięcza Władysławowi Jagielle, królowi polskiemu w latach 1386–1434 i wielkiemu księciu litewskiemu.

## Juranda ze Spychowa
Do roku 1945 nazwa ulicy brzmiała Immelmann-Straße (ulica Immelmanna – Max Immelmann niemiecki lotnik biorący udział w I wojnie światowej). Ulica znajduje się na południu osiedla Grunwaldzkiego. Łączy ulicę Jagiellończyka z ulicą Armii Krajowej. Przy ul. Juranda ze Spychowa znajdują się w większości domy mieszkalne.
Nazwa ulicy pochodzi od postaci Juranda ze Spychowa z powieści Henryka Sienkiewicza pt. Krzyżacy i nawiązuje do tematyki bitwy pod Grunwaldem i okolicznej ulicy Grunwaldzkiej.

## Konopnickiej Marii
Do roku 1933 ulice Konopnickiej i Nowowiejskiego nosiły nazwę Jäger-Straße (ulica Myśliwska), a w okresie od 1933 do roku 1945 nazwa brzmiała Luther-Straße (ulica Lutra). Ulica znajduje się na północy osiedla Grunwaldzkiego i jest przydłużeniem ulicy Nowowiejskiego. Zaczyna się przy Parku Zamkowego na Starym Mieście i prowadzi do ulicy Grunwaldzkiej. Przy ulicy Konopnickiej znajduje się Dworzec Zachodni PKP.
Nazwę ulica zawdzięcza Marii Konopnickiej, poetce polskiej.

## Kromera Marcina
Do roku 1945 ulica nosiła nazwę Kasernen-Straße (ulica Koszarowa). Ulica znajduje się na północy osiedla Grunwaldzkiego. Łączy ulicę Grunwaldzką ze skrzyżowaniem ulic Konopnickiej, Nowowiejskiego i Żarskiej. Przy ulicy Kromera znajduje się kościół garnizonowy pw. Matki Boskiej Królowej Polski, dawny kościół ewangelicki. Został konsekrowany 18 grudnia 1945 r.
Nazwę ulica zawdzięcza Marcinowi Kromerze, biskupowi warmińskiemu.

## Królowej Jadwigi
Do roku 1945 nazwa ulicy brzmiała Pfeiffer-Straße. Ulica znajduje się na zachodzie osiedla Grunwaldzkiego. Wybudowano ją w latach 30. XX wieku. Łączy ulicę Grunwaldzką z blokami mieszkalnymi przy ulicy. Nieopodal znajduje się miejskie targowisko. Przy ul. Królowej Jadwigi znajdują się w większości budynki mieszkalne.
Nazwę ulica zawdzięcza św. Królowej Jadwidze, władcy Polski w latach 1384–1399.

## Księcia Witolda
Do roku 1945 nazwa ulicy brzmiała Kniprode-Straße (ulica  Winricha von Kniprode - wielki mistrz zakonu krzyżackiego). Ulica znajduje się na zachodzie osiedla Grunwaldzkiego. Wybudowano ją w latach 30. XX wieku. Łączy ulicę Zawiszy Czarnego ze skrzyżowaniem ulic Jagiellończyka i Bażyńskiego. Przy ul. Księcia Witolda znajdują się w większości domy mieszkalne.
Nazwę ulica zawdzięcza księciu Witoldowi, wielkiemu księciu litewskiemu, bratu stryjecznemu Władysława Jagiełły.

## Lipowa
Do roku 1945 nazwa ulicy brzmiała Parschau-Straße (ulica Parschaua). Ulica znajduje się na południowym wschodzie osiedla Grunwaldzkiego. Wybudowano ją w latach 30. XX wieku. Ulica w kształcie półksiężyca łączy ulicę Juranda ze Spychowa. Przy ul. Lipowej znajdują się w większości domy mieszkalne.

## Mochnackiego Maurycego
Ulica znajduje się na północnym wschodzie osiedla Grunwaldzkiego. Łączy plac Roosevelta ze skrzyżowaniem alei Warszawskiej (część ślepa), ulicę Prostą i ulicę Grunwaldzką.

## Na Skarpie
Ulica znajduje się na wschodzie osiedla Grunwaldzkiego. Łączy ulicę Zyndrama z Maszkowic z aleją Warszawską (część ślepa). Ulica Na Skarpie ciągnie się na zapleczu budynków mieszkalnych ulicy Grunwaldzkiej i okolicznych ulic. Przy ulicy znajdują się w większości budynki mieszkalne.
Nazwa ulicy pochodzi od jej lokalizacji – na skarpie.

## Orkana Władysława
Do roku 1945 nazwa ulicy brzmiała Hohensteiner-Quer-Straße (ulica Przejścia do Olsztynka – miasto Olsztynek). Ulica znajduje się na północnym wschodzie osiedla Grunwaldzkiego. Jest przedłużeniem ulicy Smętka i łączy część ślepą alei Warszawskiej z ulicą Łukasińskiego i prowadzi dalej kończąc tuż przed ulicą Śliwy. Przy ulicy znajdują się stare kamienice z XIX wieku, wraz z kamienicami, które są z zaplecza ulicy Mochnackiego.
Nazwę ulica zawdzięcza Władysławowi Orkanowi, pisarzowi polskiemu.

## Saperska
Ulica znajduje się na południu osiedla Grunwaldzkiego. Prowadzi od ulicy Armii Krajowej, wzdłuż zachodnich granic koszar wojskowych, gdzie się kończy jako ulica ślepa. Ul. Saperska prowadzi w większości przez tereny niezabudowane.
Nazwa ulicy pochodzi od zawodu sapera; nawiązuje do tematyki wojskowej ze względu na pobliskie koszary.

## Smętka
Do roku 1933 nazwa ulicy brzmiała Kurken-Straße (ulica Cieśniny Irbeńskiej), a od roku 1933 nazwę zmieniono na See-Straße (ulica Morska) podobnie jak ulica Zyndrama z Maszkowic.
Ulica znajduje się na północnym wschodzie osiedla Grunwaldzkiego, biegnie równolegle do ulicy Grunwaldzkiej i jest przedłużeniem ulicy Orkana. Ulica biegnie od skrzyżowania alei Warszawskiej (część ślepa) i ulicy Orkana, aż do ulicy Zyndrama z Maszkowic. Przy ul. Smętka znajdują się budynki mieszkalne.
Nazwa ulicy pochodzi od Smętka, demonicznego diabła znanego z folkloru mazurskiego oraz z literatury (Wiatr od morza Stefana Żeromskiego, Na tropach Smętka Melchiora Wańkowicza).

## Szarych Szeregów
Do roku 1945 nazwa ulicy brzmiała Militär-Chaussee (Szosa Militarna). Ulica znajduje się na wschodzie osiedla Grunwaldzkiego i biegnie od ronda z ulicami Artyleryjską, Bałtycką oraz aleją Roberta Schumana, nieopodal targowiska miejskiego, aż do ulicy Jagiellończyka tuż przed zjazdem do ulicy Armii Krajowej. Przy ul. Szarych Szeregów znajduje się Cmentarz Wojskowy oraz Wojewódzki Inspektorat Weterynarii.
Nazwę ulica zawdzięcza Szarym Szeregom, kryptonimowi ZHP podczas II wojny światowej.

## Trąby Mikołaja
Do roku 1945 nazwa ulicy brzmiała Jerusalemer Straße (ulica Jerozolimska – miasto Jerozolima), przywiązująca do okolicznej mniejszości żydowskiej, która zamieszkiwała okoliczne ulice na północny osiedla Grunwaldzkiego. Ulica łączy ulicę Grunwaldzką z ulicą Smętka. Przy tej krótkiej ulicy znajdują się bloki mieszkalne.
Nazwę ulica zawdzięcza Mikołajowi Trąbie, pierwszemu prymasowi Polski od roku 1417.

## Warszawska Aleja
Aleja jest jedną z ważniejszych arterii komunikacyjnych miasta. Główna część alei zaczyna się przy skrzyżowaniu ulic Śliwy, Barczewskiego, Polnej i Kazimierza Jagiellończyka, i biegnie aż ku granicom administracyjnym miasta. Jest także częścią drogi tranzytowej, łączącej Mazury z Olsztynkiem i dalej w stronę Gdańska, Warszawy oraz południowej Polski. Aleja ciągnie się również od skrzyżowania z ulicami Grunwaldzką, Mochnackiego i Prostą, gdzie jest ulicą ślepą. Przy alei znajduje się oddział olsztyński Generalnej Dyrekcji Dróg Krajowych i Autostrad, koszary wojskowe i niektóre budynki UWM-u.

## Zawiszy Czarnego
Do roku 1945 nazwa ulicy brzmiała Jungingen-Straße (ulica Jungingena – Ulrich von Jungingen – wielki mistrz zakonu krzyżackiego, który zginął podczas Bitwy pod Grunwaldem). Ulica znajduje się na zachodzie osiedla Grunwaldzkiego. Wybudowano ją w latach 30. XX wieku. Ulica ciągnie się od ulicy Szarych Szeregów do ulicy Księcia Witolda. Przy ul. Zawiszy Czarnego znajdują się w większości domy mieszkalne.
Nazwę ulica zawdzięcza Zawiszy Czarnemu, polskiemu rycerzowi, uczestnikowi bitwy pod Grunwaldem.

## Zyndrama z Maszkowic
Do roku 1945 nazwa ulicy brzmiała See-Straße (ulica Morska). Ulica znajduje się na północny osiedla Grunwaldzkiego. Ciągnie się od ulicy Grunwaldzkiej aż do okolic ulicy Na Skarpie, przy ogrodach działkowych. Przy ulicy znajdują się w większości budynki mieszkalne.
Ulica była jedną z ulic osiedla Grunwaldzkiego, które były do wczesnych lat 40. XX wieku zamieszkiwane przez mniejszość żydowską.
Na rogu ulicy i ulicy Grunwaldzkiej, znajdował się dawny Cmentarz żydowski, znany jako kirkut.
Przy ulicy znajdowała się Synagoga, która została zbudowana w roku 1913, oraz dom przedpogrzebowy dla Żydów, który mieścił się przy domu nr 2. Dom zbudowano w 1913 roku według projektu Ericha Mendelsohna. Obecnie mieści się w nim magazyn archiwalny Archiwum Państwowego w Olsztynie.
Nazwę ulica zawdzięcza Zyndramowi z Maszkowic, polskiemu rycerzowi, uczestnikowi bitwy pod Grunwaldem.

## Żarskiej Natalii
Do roku 1945 nazwa ulicy brzmiała Am Kupfergraben (tłumaczono „Na Miedzianym Grobie”). Ulica znajduje się na północy osiedla Grunwaldzkiego. Nadano nazwę tej ulicy w 2002 roku, która była kiedyś częścią ulicy Artyleryjskiej. Ulica jednokierunkowa łączy ulicę Kromera od skrzyżowania ulic Konopnickiej i Nowowiejskiego, pod zabytkowe wiadukty kolejowe, wzdłuż Łyny do ulicy Artyleryjskiej.
Nazwę ulica zawdzięcza Natalii Żarskiej, nauczycielce, Honorowej Obywatelce Olsztyna, która zmarła 14 lutego 2001 w Olsztynie.

## Żiżki Jana
Do roku 1945 nazwa ulicy brzmiała Ferdinand-Schulz-Str. (ulica Schulza – Ferdinand Schulz niemiecki konstruktor lotniczy). Ulica znajduje się na południu osiedla Grunwaldzkiego. Biegnie od ulicy Jagiellończyka, kończąc jako ulica ślepa. Przy ulicy znajdują się w większości budynki mieszkalne.
Nazwę ulica zawdzięcza Janowi Żiżce, czeskiemu bohaterowi narodowemu, przywódcy biorącego udział w Bitwie pod Grunwaldem.